# A Dolorosa Raiz do Micondó
A Dolorosa Raiz do Micondó (dt.: „Die schmerzvolle Wurzel des Affenbrotbaums“) ist ein Gedichtband der Dichterin Conceição Lima aus São Tomé und Príncipe. Er enthält siebenundzwanzig Gedichte und wurde 2006 durch den portugiesischen Verlag Editorial Caminho aus Lissabon veröffentlicht. Limas Gedichte thematisieren ihre genealogischen Voraussetzungen. Ihre Worte sind persönlich, intim und zeitweise schmerzhaft, da sie familiäre Bindungen beschwören und die Leiden ihrer Vorfahren (und anderer Einwohner von São Tomé), die gegen ihren Willen vom Festland von Afrika auf den Archipel gebracht worden waren und später als Sklaven in andere Länder verkauft worden waren. Das Buch ist zudem ein Zeugnis der Gewalt, welche in São Tomé und Príncipe jahrhundertelang geherrscht hat. Beispiele dafür sind die Gedichte „1953“, „Jovani“ und „Ignomínia“.

## Gedichte

### Canto Obscuro às Raízes
Das erste Gedicht trägt den Titel „Canto Obscuro às Raízes“ (Hymne an Verborgene Wurzeln), in welchem die Dichterin nach der Identität ihres letzten afrikanischen Großvaters fragt. Conceição Lima begibt sich auf eine lyrische Reise auf der Suche nach ihren Wurzeln und vergleicht ihre Tortur/Suche mit der des amerikanischen Schriftstellers Alex Haley, der seinen Vorfahr Kunta Kinte in dem Ort Juffure zurückverfolgte, von wo aus er im 18. Jahrhundert als Sklave verschleppt wurde. Diese Geschichte wurde zur Inspiration für den Roman Wurzeln, den Haley später schrieb. Obwohl sich Limas Poesie um ihr Land und ihre Wurzeln dreht, ist sie auch universell, wie diese Parallele der Ereignisse in São Tomé und Príncipe und den Vereinigten Staaten beweist in Bezug auf die grausame Geschichte der Sklaverei.
Das Gedicht endet mit den folgenden Versen: „Eu, a peregrina que não encontrou o caminho para Juffure / Eu, a nómada que regressará semper a Juffure“ (Ich, der Pilger, der den Weg nach Juffure nicht fand / Ich, der Nomade, der immer nach Juffure zurückkehren wird). Diese Verse bezeugen die Offenbarung, dass Lima ihre Wurzeln noch nicht gefunden hat; ein Dilemma, das nicht nur die Dichterin und ihre Landsleute aus Santomé plagt, sondern alle, deren Vorfahren versklavt wurden.

### São João da Vargem
„São João da Vargem“ ist ein weiteres Gedicht über Familiengeschichte, aber es hat einen leichteren, unschuldigeren Ton als das erste Gedicht. Es ist in vier Teile gegliedert. Das erste mit dem Titel „O Anel das Folhas“ (Der Ring der Blätter) handelt von der glücklichen Kindheit auf der Heimatinsel São Tomé inmitten der bezaubernden Natur aufwuchs. Es enthält die Verse: „E eu brincava, eu corria, eu tinha o anel, / o mundo era meu“ (Ich spielte, rannte, ich hatte den Ring / die Welt gehörte mir).
Der zweite Teil dieses Gedichts heißt „A Sombra do Quintal“ (Der Schatten des Hinterhofs), in dem Lima gesteht, dass sie sich in jenen Tagen der Unschuld des Leidens anderer um sie herum nicht bewusst war: „Eu rodopiava e o mundo girava / girava o terreiro, o kimi era alto / e no tronco eu não via não via não via / o tronco rasgado dos serviçais.“ (Ich drehte mich und die Welt drehte sich / der Hof drehte sich, der Kimi war groß / und im Schrank sah ich nicht, ich sah nicht, ich sah nicht / den zerrissenen Rumpf der Diener.)
„As Vozes“ (Die Stimmen), der dritte Teil des Gedichts, weckt Erinnerungen an Familienmitglieder: Tanten, Cousins, Verwandte ihrer Mutter und sogar einige Nachbarn.
„A voz do meu pai punha caras concretas / naquelas caras que eram altas, eram difusas / e olhavam p'ra longe, não para mim.“  (Die Stimme meines Vaters setzte konkrete Gesichter / auf diese Gesichter, die groß und diffus waren / und blickten in die Ferne, nicht auf mich.) Diese Verse sind Teil des letzten Abschnitts des Gedichts „Os Olhos dos Retratos“ (Die Augen in den Porträts). Es geht um die Familienbilder, die sie auf dem Dachboden von Menschen findet, die sie nicht kennt, aber durch die Erzählungen ihres Vaters erfährt sie von diesen Familienmitgliedern. Das Geschichtenerzählen ist eine reiche afrikanische Tradition und die Grundlage der mündlichen Literatur des Kontinents. In den literarischen Werken, wie dem von Lima, ist das Erzählen stark vertreten.

### Ignomínia
„Ignomínia“ (Schmach) ist ein kurzes, aber kraftvolles Gedicht mit einem tragischen und tiefgründigen Ton. Darin geht es um die Gräueltaten, die gegen das unschuldige Volk Ruandas verübt wurden, während der Rest der Welt schwieg und keine Maßnahmen zu ihrem Schutz ergriff. Sie kritisiert die Regierungen der Industriestaaten scharf dafür, dass sie den Völkermord in Ruanda zugelassen haben. Das Gedicht endet mit diesem verstörenden Vers: „Ruanda ainda conta os crânios dos seus filhos“ (Ruanda zählt immer noch die Schädel seiner Kinder).

## Zusammenfassung
Durch die Gedichte in ihrem Werk „A Dolorosa Raiz do Micondó“ verbindet Conceição Lima ihren autobiografischen Ansatz mit Kommentaren zur Geschichte ihrer Nation. Sie leiht ihre lyrische Stimme denjenigen, die nicht in der Lage waren, ihr Leid auszudrücken, und denen, die in der Gesellschaft keine Stimme hatten.

## Quelle
- A Dolorosa Raiz do Micondó. Lissabon, Editorial Caminho 2006.